# Арчес
Арчес (ісп. Árchez) — муніципалітет в Іспанії, у складі автономної спільноти Андалусія, у провінції Малага. Населення — 446 осіб (2010).
Муніципалітет розташований на відстані близько 400 км на південь від Мадрида, 40 км на схід від Малаги.

## Демографія
Динаміка населення (INE ):

## Галерея зображень

Розташування муніципалітету у провінції Малага
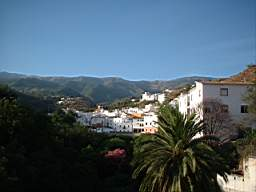
Арчес